# Réalisations et productions du groupe Schneider et Cie
Les réalisations et productions du groupe Schneider et Cie sont diversifiées et nombreuses car la société Schneider et Cie, créée en 1836, fut le premier groupe industriel français d’importance internationale. Cette société a assuré, pendant près de 150 ans, son développement par l’adaptation régulière des outils de production au marché, et par la création d’un système social environnant qui permet de soutenir son expansion.
La nature diversifiée des activités de ses usines et sites engendre la production d'une grande variété de produits et services, au fur et à mesure de son développement : Productions sidérurgiques ; Constructions mécaniques ; Locomotives ; Construction navale ; Ponts, Charpentes métalliques, Appareils de levage ; Armement ; Matériels électriques ; Équipements divers ; Ensembles clé en mains ou ces produits, réalisés au début sur le site industriel du Creusot, se répartissent ensuite dans les différentes usines de la Société et de ses filiales. Certaines de ces productions sont concentrées dans une période particulière de l'histoire de la Société pour disparaître complètement ensuite. La liste qui suit donne les périodes de haute activité pour certaines de ces productions à titre indicatif, ainsi que le lieu de production.

## Liste des productions

### Productions sidérurgiques
Les productions sidérurgiques commencent en 1836, dès le début d’existence de Schneider et Cie, et continuent tout au long de sa vie.
Ces productions sidérurgiques soutiennent toutes les autres activités : constructions mécaniques, Locomotives, constructions navales, ponts et charpentes métalliques, armement, matériels électriques, etc.

#### Fontes
- Fontes[1] et sous-produits des hauts-fourneaux
- Sous-produits de fours à coke
- Pièces moulées

#### Aciers
- Aciers[2] pour canons, plaques de blindages[3],[4], obus, tourelles cuirassées, affûts
- Aciers au nickel, au nickel chrome et au manganèse[5]
- Aciers au manganèse : moulages pour matériel de voies de chemins de fer et tramways, aiguillages et cœurs, croisements de voies, rondelles et sellettes pour wagons, roues de bennes pour mines, fonds et mâchoires pour broyeurs et toutes pièces résistant à l'usure, etc.
- Aciers spéciaux à outils
- Aciers spéciaux pour pièces soumises à la fatigue
- Aciers laminés en barres plates, rondes, carrées, profilées
- Aciers moulés en pièces de toutes formes et dimensions
- Planchers, tôles fortes pour coques et chaudières des plus grandes dimensions, tôles striées pour parquets et tôles minces pour casserie, fumisterie, poêlerie, dynamos, pelles, bêches, versoirs, etc.
- Éclisses, selles, bandages de roues de locomotives et de wagons, essieux de locomotives et de wagons,
- Pièces de machines, blooms forgés, arbres moteurs et de transmission, etc.
- Rails laminés
- Pièces forgées de grandes dimensions

### Constructions Mécaniques
Les activités de constructions mécaniques couvrent un panel de productions (machines à vapeur, appareils moteurs pour la navigation, toutes machines d’atelier, chaudronnerie, composants pour centrales nucléaires, matériels de mines…) qui viennent en soutien aussi bien aux activités sidérurgiques que pour la production de matériel ferroviaire et naval, ou la production d’armes.
Ces activités s’étalent sur toute la durée d’existence de la société, en s’appuyant sur ses bureaux d’études de l'usine du Creusot, puis des bureaux d'études de ses autres usines et filiales, et la capacité d’inventer et de construire leurs propres machines-outils spécifiques.

#### Machines à vapeur fixes
- Machines Corliss-Schneider[10],[11]
- Machines à vapeur surchauffée (distribution à soupapes) système Schneider.
- Machines à vapeur à grande vitesse, horizontales et verticales pour la commande directe des dynamos.
- Machines à vapeur à grande vitesse, à graissage forcé (système Schneider-Allen).
- Machines à vapeur pour forges
- Machines à vapeur pour locomotives

#### Moteurs d'avion et Avions
- 1000 moteurs d'avion de combat (1916)
- Alférium : alliage d'aluminium de forge pour hélices
- Avions de combat : Aviméta 88 et 121 (échecs)
- Avions de transport : Aviméta 132 et  92 (échecs)

#### Moteurs et appareils pour la navigation fluviale et maritime
- Machines à vapeur de toutes puissances
- Turbines et turbines à engrenages
- Moteurs à pétrole lourd à 2 temps et à 4 temps pour cargos et sous-marins
- Lignes d'arbres
- Hélices
- Chaudières à vapeur, type marine à petits tubes
- Pièces détachées pour machines

#### Autres machines d'ateliers
- Moteurs à gaz[12] de toutes puissances monocylindriques, tandem ou tandem jumelés, fonctionnant au gaz de hauts-fourneaux, au gaz de gazogènes ou au gaz de fours de coke.
- Moteurs à pétrole, à combustion, de toutes puissances à 2 temps ou à 4 temps, horizontaux ou verticaux.
- Moteurs Diesel[12]
- Turbines à vapeur[13]
- Turbines hydrauliques[14] (Pelton, Francis, Kaplan)
- Turbines à gaz[15]
- Machines d'extraction pour mines, à vapeur et électriques.
- Appareils pour élévation d'eau.
- Appareils d'épuisement.
- Compresseurs d'air et de gaz[16].
- Souffleries, à vapeur et à gaz.
- Presses hydrauliques et installations hydrauliques complètes.
- Machines-outils de grande puissance.
- Marteaux pilons[17],[18], jusqu’à 100 t
- Ascenseurs[19]
- Pièces mécaniques sur plans et modèles.
- Châssis et pièces détachées d'automobiles.

#### Chaudronnerie
Chaudières : chaudières tubulaires à foyers intérieurs ; chaudières multitubulaires horizontales et verticales (système Schneider) ; chaudières type Kestner ; chaudières à bouilleurs ; chaudières de tous systèmes ; et chaudières pour la Marine.

#### Matériel de mines et d'usines
Cages, wagons, bennes, brouettes, lavoirs, cheminées, conduites d'eau, d'air et de gaz, réservoirs, formes à sucre, chevalements, etc.

### Locomotives
Le marché des locomotives constitue le premier débouché de la société, motivé par les débuts du développement du chemin de fer, inventé en Angleterre, et dont le potentiel permet d’espérer un développement en France, puis à l’étranger.
La société imagine donc dès le début de construire des locomotives (à vapeur, puis électriques, puis Diesel). Leur production commence en 1838, pour se terminer en 1972, et concerne le site du Creusot. Au total, 5 841 locomotives sont produites, dont 21 % pour l’exportation (1 207 locomotives) :
- 4 959 Locomotives à vapeur[21]
- 769 Locomotives électriques[22]
- 113 Locomotives Diesel[23]

#### Locomotives à vapeur
Au total 4 959 locomotives à vapeur de 1838 à 1952, dont 1 012 locomotives pour l’exportation :
- 1837 : 2 locomotives anglaises en sous-traitance, pour la Cie du Chemin de Fer de St-Etienne à Lyon
- 1838 : 6 locomotives (dont la Gironde) pour la ligne des Invalides-St-Cloud-Versailles (rive gauche)[24]
- De 1856 à 1865 : 860 locomotives[25], dont en 1840 la locomotive fabriquée pour l’exportation (Italie – Chemins de Fer de Milan[26])
- 1865 : commande de l’Angleterre (Great Eastern Railway) pour 15 locomotives
- 1892 : production de « Cœurs de voie ferrée »
- De 1919 à 1932 : 1 356 locomotives (1920 : 117, 1921 : 233, 1922 : 277, 1923 : 117, 1924 : 101, 1925 : 104)[27]

#### Locomotives électriques
Au total 769 locomotives électriques de 1900 à 1972, dont 12 % pour l’exportation (94 locomotives) :
- 1900 : locomotive d’essai courant continu 550 V
- 1905 : locomotive d’essai courant alternatif (première locomotive à redresseur du monde)
- 1910 : première commande, de la Compagnie du Midi, pour 1 locomotive d’essai courant monophasé 12 000 V
- 1912 : 30 locomotives pour le Réseau d’État, courant continu 1 500 V
- 1931 : création du MTE (Matériel de Traction Électrique), par Schneider et Cie, Jeumont et Schneider-Westinghouse (SW - Le Matériel Électrique)
- 1931 : 30 locomotives pour l’Algérie, courant continu 3 000 V
- 1935 : record mondial de vitesse (Ruban Bleu de la Traction Ferroviaire) 183 km/h (locomotive 2D2 704, courant continu 1 500 V)
- 1955 : record mondial de vitesse (Ruban Bleu de la Traction Ferroviaire) 331 km/h (locomotive BB 9004, courant continu 1 500 V)
- Années fastes[22] :1956: 40, 1957: 96, 1958: 100, 1959: 66, 1960: 67

#### Locomotives Diesel
Au total 113 locomotives Diesel, de 1912 à 1970, dont 89 % pour l’exportation (101 locomotives) :
- 1912 : 1 locotracteur prototype
- 1922 : automotrice Schneider État
- 1932 : première locomotive Diesel-électrique, pour le PLM
- 1954 : premières locomotives Diesel-hydrauliques pour la Société Minière de Droitaumont
- De 1956 à 1970 (période faste) : 111 locomotives (87 locomotives Diesel-électriques, 24 locomotives Diesel-hydrauliques)

### Construction Navale
La construction navale civile, est l’activité de départ des Chantiers de Chalon-sur-Saône (Le Petit Creusot)  créés par Schneider et Cie en 1839, et dont l’implantation fluviale en bord de Saône permet la production des unités à partir des matériaux (tôles, forgés…) et des moteurs fabriqués à l’usine du Creusot.
Les fabrications militaires,, commencent en 1885 à Chalon, avec les études et l’exécution de torpilleurs et contre-torpilleurs pour la Marine (moteurs fabriqués au Creusot, coques et armement exécutés à Chalon). Les premiers sous-marins sont produits à partir de 1910.
Lorsqu’il s’agit de navires trop grands pour la situation fluviale de Chalon, Schneider et Cie coopèrent avec les Chantiers de construction de Bordeaux.
La construction navale cesse son activité à Chalon en 1957.

#### Constructions civiles
- Plus de 80 bateaux de 1839 à 1894
- 1839 : premier bateau-gondole pour la Saône
- Puis (bateaux et matériels de port[34]) :
  - Bateaux de mer et de rivière pour passagers et marchandises
  - Remorqueurs
  - Porteurs de vase
  - Bateaux à roues
  - Bateaux mouches
  - Bateaux portes
  - Chalands
  - Dragues
  - Bateaux coloniaux
  - Péniches
  - Pontons flottants
  - Canots et chaloupes en acier
  - Bateaux-citernes
  - Bacs démontables
  - Docks flottants pour torpilleurs et navires de tous tonnages
- 1853 : yacht Eugénie, pour Napoléon III[35]

#### Constructions militaires
- De 1855 à 1914 :
  - Torpilleurs
  - Contre-torpilleurs
  - Canonnières
  - Avisos
  - De 1855 à 1904 : 86 torpilleurs, dont 26 pour l’exportation (Japon, Saïgon, Bulgarie)

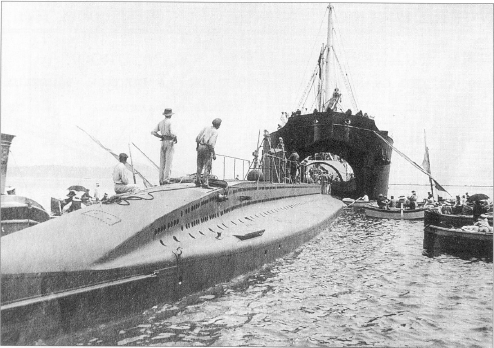
Sous-marin Ferré produit par Schneider pour la marine Péruvienne - 1912.

- Sous-marin Ferré produit par Schneider pour la marine Péruvienne - 1912.De 1908 à 1939 : 19 sous-marins, dont 5 pour l’exportation (Pérou, Grèce, Japon)

### Ponts. Charpentes métalliques. Appareils de levage
Le développement continu des chemins de fer à partir de 1850 nécessite la production de ponts métalliques, et de charpentes de gares.
Schneider et Cie crée ainsi à Chalon-sur-Saône une activité « Ponts » en 1853, et une activité « Charpentes » en 1857, compensant une baisse d’activité de la construction navale. Ces activités perdurent jusqu’en 1972.
En 1860, la technique des charpentes permet également d’introduire à Chalon la fabrication d’appareils de levage,, dont la structure métallique est identique.

#### Ponts métalliques
- 1853 : Premiers ponts pour la Compagnie des Chemins de Fer Paris-Lyon (gare de Lyon-Vaise)
- De 1853 à 1972 : production de 140 000 tonnes d’éléments métalliques de ponts fixes de toutes portées et de tous genres, ponts tournants, ponts démontables pour le génie militaire, ponts de chevalets, passerelles, garde-corps, piles métalliques… :
  - De 1855 à 1880 : 60 ponts, dont 20 pour l’exportation
  - De 1880 à 1920 : 77 ponts, dont 66 pour l’exportation
  - De 1920 à 1972 : 9 ponts
- Ponts « de circonstance » :
  - 1915 – 1916 : Ponts militaires (ponts d’ordonnance du Général Marcille[43], ponts légers du Colonel Pfund)
  - 1969 – 1972 : Ponts civils (toboggans)
- Réalisations remarquables :
  - 1856 : viaduc de la Quarantaine à Lyon
  - 1889 : viaduc de Malleco au Chili
  - 1890 : pont Morand à Lyon
  - 1894 : pont sur la Borcéa en Roumanie
  - 1894 : projet Schneider-Hersant de pont sur la Manche

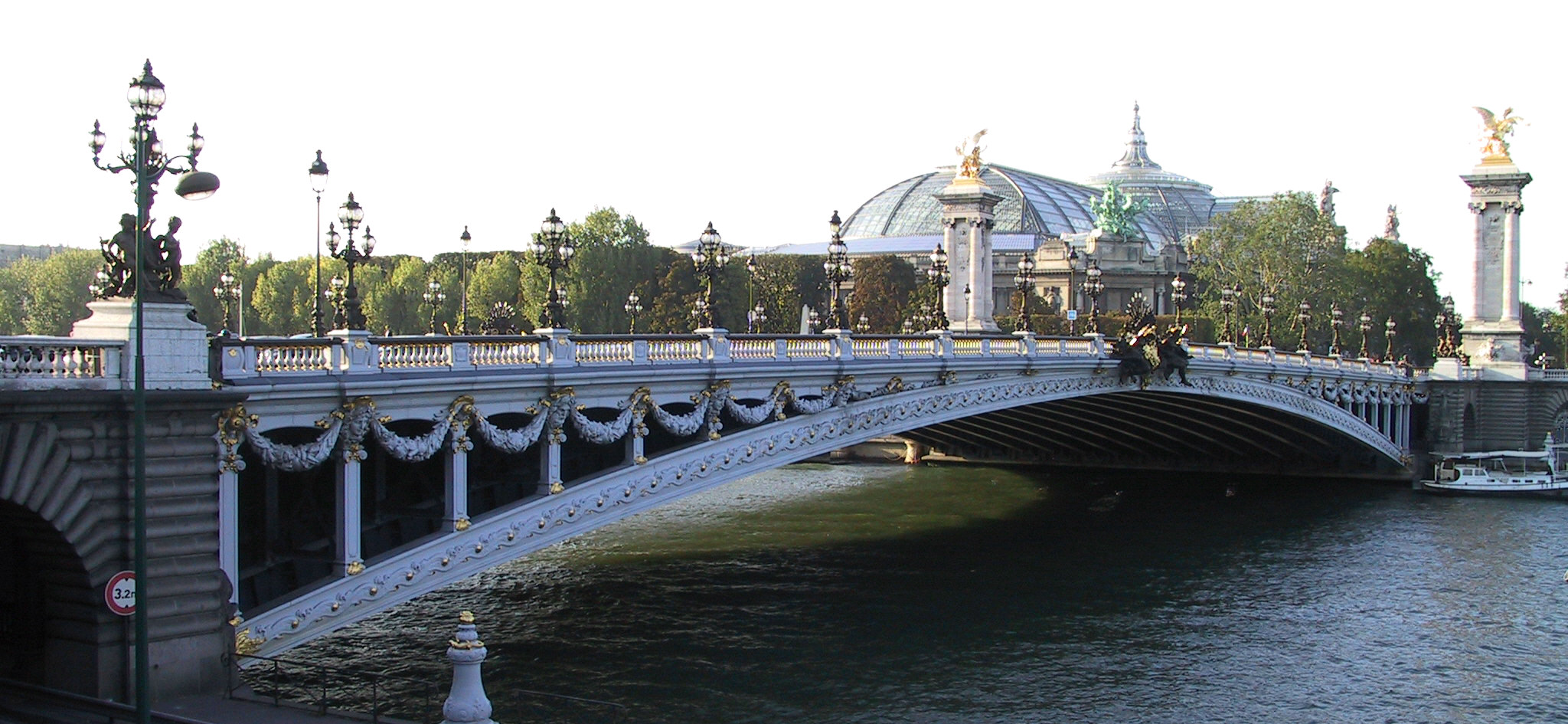
Pont Alexandre III à Paris (Exposition Universelle de 1900).

  - Pont Alexandre III à Paris (Exposition Universelle de 1900).1900 : pont Alexandre III[44],[45] à Paris
  - 1952 : pont Jean Richard à Chalon-sur-Saône
  - 1958 : pont de la Guillotière à Lyon
  - 1959 : pont de Tancarville
  - 1966 : pont de Valence sur le Rhône
  - 1967 : pont d'Aquitaine à Bordeaux
  - 1969 : viaduc de Frouard (autoroute Nancy – Thionville)
  - 1970 : pont Masséna à Paris

#### Charpentes métalliques
- 1857 : Premières charpentes métalliques (charpente de 400 t pour les hangars et entrepôts de Bercy)
- De 1857 à 1911 : production de plus de 66 000 t de charpentes, planchers et poutres, dont 24,1 % pour l’exportation (15 930 t)
- Réalisations remarquables :
  - 1862 : charpente de la Grande Forge[46] de l’usine du Creusot (3 800 t)[42]
  - 1867 : charpente de la gare de la Cie d’Orléans à Paris (gare d’Austerlitz)[47] (1 575 t)
  - 1878 : charpente de la galerie des machines à l’Exposition Universelle de Paris (3 745 t).
  - 1897 : charpente de la gare de Santiago du Chili (933 t)

#### Appareils de levage
- De 1860 à 1911 : production de 4 300 t, dont 42 % pour l’exportation (1 800 t)
- Grues locomobiles à vapeur
- Grues hydrauliques de toutes puissances
- Grues locomobiles électriques
- Grues à portique
- Grues de bord
- Grues flottantes de toutes puissances
- Bigues
- Ponts roulants de toutes puissances, actionnés par transmissions mécaniques ou électriques
- Cabestans électriques
- Transbordeurs électriques
- Vérins hydrauliques
- Treuils à vapeur ou électriques pour mines

### Armement
De 1871 (au lendemain de la défaite de 1870 contre la Prusse) à 1888, le Creusot fabrique des éléments de canons ébauchés en acier, dont l'usinage final et l’assemblage sont le plus souvent réservés aux arsenaux d’État.
Les premiers ateliers d'artillerie autonomes sont créés par Schneider et Cie au Creusot en 1887. Des canons de tous calibres y sont étudiés, produits et livrés complets.
La production d’armement se développe ensuite dans des ateliers rachetés par Schneider et Cie au Havre (1897), puis à Harfleur (1905). La production de munitions génère également des chiffres d’affaires importants, et est répartie dans un grand nombre d’usines sur le territoire.
La fin de la guerre 1914-1918 se traduit par une contraction du marché militaire, et marque le déclin de ces productions d’armement.

#### Matériel d’armement
- Canons, obusiers, mortiers (de bord, de côte, de forteresse, de siège, de place, de débarquement, de campagne et de montagne), dont les principaux sont :

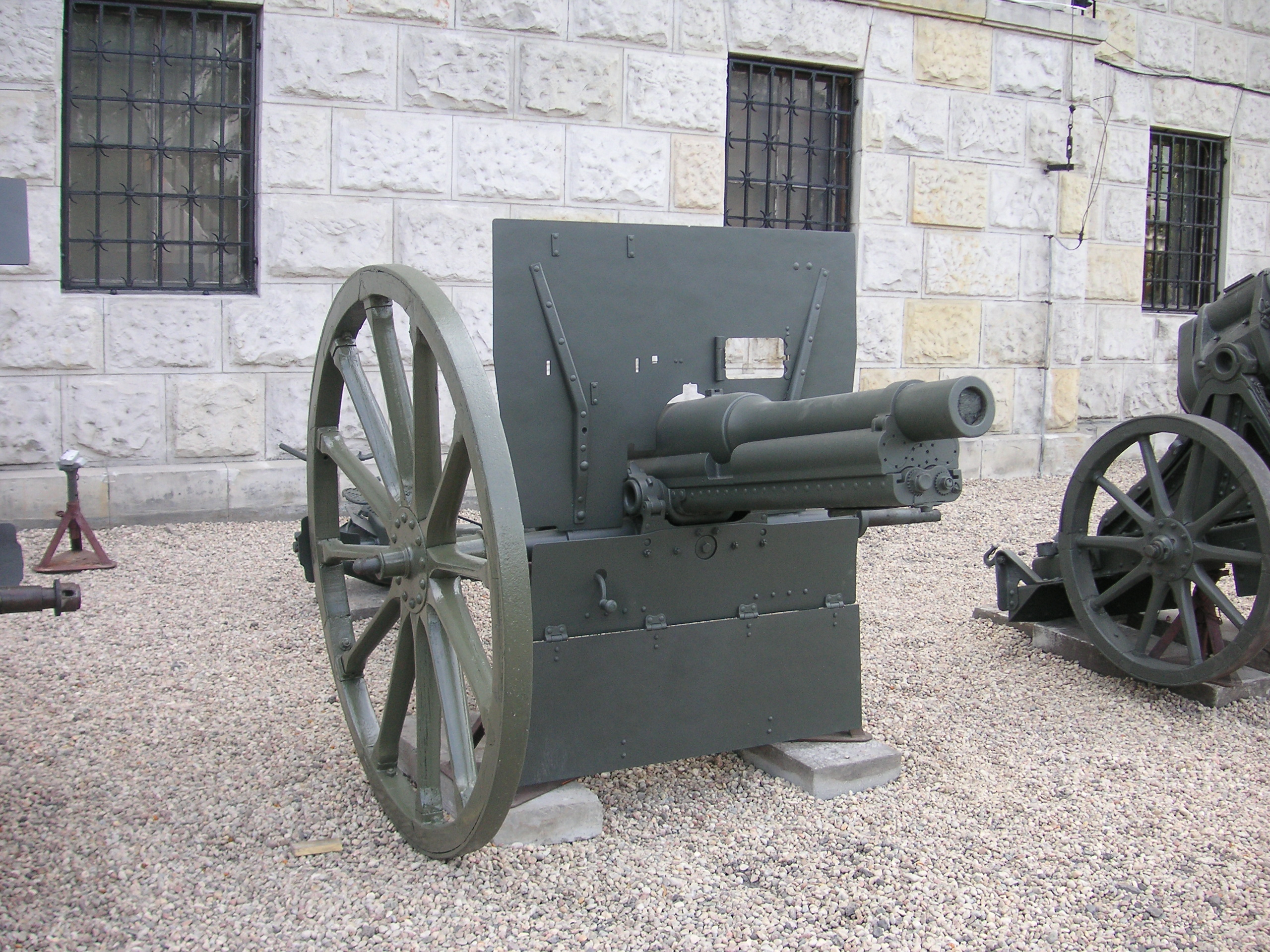
Canon Schneider de 75mm - 1912.

  - Canon Schneider de 75mm - 1912.Canons Schneider de 75 mm[50] de montagne, de campagne, et de bord
  - Canon Schneider de 76,2 mm de débarquement, et de bord
  - Canon Schneider de 100 mm de bord
  - Mortier Schneider de 105 mm de montagne
  - Canon Schneider de 105 mm de campagne
  - Obusier Schneider de 105 mm de campagne
  - Canon Schneider de 106,7 mm (4.2 ″) de campagne
  - Canon Schneider de 120 mm de campagne
  - Obusier Schneider de 120 mm de campagne
  - Canon Schneider de 149,1 mm de forteresse
  - Canon Schneider de 150 mm de bord et de siège
  - Obusier Schneider de 150 mm de campagne
  - Canon Schneider de 152 mm de bord
  - Obusier Schneider de 152.4 mm (6 ″) de siège
  - Canon Schneider 155C de siège (ou C17S)
  - 155 mm Creusot Long Tom (en) utilisé durant la guerre des Boers en Afrique du Sud.
  - Obusier Schneider de 200 mm de côte
  - Obusier Schneider de 203,2 mm (8 ″) de siège
  - Mortier Schneider de 228,6 mm (9 ″) de siège
  - Canon Schneider de 240 mm de côte
  - Mortier Schneider de 260 mm de siège
  - Mortier Schneider de 279.4 mm (11″) de siège
  - Obusier Schneider de 293 mm de côte
  - Canon Schneider de 381 mm de bord
- Char blindé et chenillé CA1 (1916)[51]
- Tubes lance-torpilles aériens et sous-marins
- Affûts, voitures, pièces détachées, enveloppes d'obus à balles
- Plaques de blindage de toutes épaisseurs
- Tourelles de bord et de terre, à manœuvre électrique et à bras
- Ouvrages cuirassés de divers types pour fortifications

#### Munitions
- Obus, fusées, détonateurs, munitions de toutes sortes
- Torpilles de toutes dimensions
- Mines sous-marines de tous modèles.

### Matériels électriques
La production de matériels électriques commence à partir de 1888, d’abord sur le site du Creusot, puis sur le site de l’usine de Champagne sur Seine, créée en 1903 par Schneider et Cie.
Cette production dépend en grande partie de techniques étrangères, par acquisitions de licences auprès de divers constructeurs, tels que Ganz en 1890, la Compagnie Suisse de l’Industrie Électrique en 1896, et Westinghouse en 1929.

#### Machines
- Dynamos génératrices et électromoteurs à courant continu de toutes puissances
- Dynamos spéciales pour électrochimie et électrométallurgie
- Alternateurs de toutes puissances pour éclairage et transport de force
- Moteurs à courants alternatifs
- Transformateurs et tout matériel électrique à courant continu et à courants alternatifs
- Groupes électrogènes de toutes puissances

#### Équipements
- Installations complètes de stations centrales d'énergie électrique par la vapeur, le gaz pauvre et par chutes d'eau
- Transport et distribution d'énergie à toutes distances, à basse et haute tension
- Installations d'éclairage électrique
- Équipements électriques de navires de guerre et de commerce
- Équipements électriques de sous-marins
- Équipements électriques d'appareils de manutention
- Équipements électriques de machines-outils
- Commutatrices
- Tableaux de distributions, appareillage

### Équipements Divers

#### Produits réfractaires
Pour faire face à ses propres besoins, Schneider et Cie crée en 1842 sur le site de Perreuil une usine de production de produits réfractaires, et de briques, nécessaires pour tous les fours et hauts-fourneaux du site du Creusot. Ces produits sont ensuite proposés à d’autres clients.
- Produits réfractaires de toutes formes et de toutes dimensions pour hauts-fourneaux, forges, aciéries, usines à gaz, verreries, fabriques d'appareils de chauffage et, d'une façon générale, pour toutes industries employant ces produits :
  - Briques de toutes qualités.
  - Coulis réfractaires.
  - Briques silice.
  - Briques magnésie.
  - Tuyères et pièces spéciales pour aciéries.

### Ensembles clé en main

#### Équipements de Travaux Publics
Les équipements de Travaux Publics,, produits principalement sur le site de Chalon-sur-Saône, sont un prolongement naturel de la production des ponts et charpentes métalliques.
- Écluses et portes d’écluses
- Appontements
- Phares métalliques
- Bateaux-porte
- Bouées, balises
- Caissons pour fondations à l'air comprimé[58],[59]
- Cheminées
- Sas à air
- Batardeaux
- Linteaux
- Barrages
- Dragues à godets et à succion
- Matériel de chemins de fer
- Voies
- Wagonnets
- Grues à vapeur et électriques
- Bardeur- Titan (grue-marteau)
- Titans à grande portée

#### Équipements Industriels
La production d’équipements industriels complexes commence de se développer sous l’impulsion de Charles Schneider, au sein de Schneider et Cie, puis au sein de la SFAC (1949) puis de Creusot-Loire (1970).
Ces équipements industriels sont produits par la société ou ses filiales, chargées de la négociation et la réalisation de marchés concernant des ensembles industriels complexes (filiales telles que ENSA, Framatome, Creusot-Loire Entreprises, MTE, Société Industrielle Delattre-Levivier, SECIM, Rateau-Schneider, Neyrpic…). Le groupe assure par exemple la conception, la réalisation, la maîtrise d'œuvre et la formation du personnel d'usines vendues clés en mains.
Les domaines d’activité et de production sont diversifiés, et couvrent par exemple :
- Sidérurgie – Métallurgie (laminoirs…)
- Chaudières nucléaires : première commande en 1959 (centrale PWR de Chooz)
- Matériels industriels de papeterie, cartonnerie
- Engrais
- Cimenteries
- Chimie
- Pétrochimie
- Matériels hydrauliques (turbines, pompes)
- Matériels ferroviaires